# Melchior Erlenberg
Melchior Erlenberg (ur. w okolicach Wrocławia ok. 1610, zm. we Lwowie po 1645) – rzeźbiarz niemieckiego pochodzenia działający we Lwowie, uczeń rzeźbiarza Jana Pfistera. Artysta wiązany z realizacjami rzeźbiarskimi w Pałacu Tarłów w Podzamczu Piekoszowskim, w pałacu Radziwiłłów w Ołyce i kolegiacie Ołyckiej.